# Stauranthera umbrosa
Stauranthera umbrosa är en tvåhjärtbladig växtart som först beskrevs av William Griffiths, och fick sitt nu gällande namn av Charles Baron Clarke. Stauranthera umbrosa ingår i släktet Stauranthera och familjen Gesneriaceae. Inga underarter finns listade i Catalogue of Life.